# Kraniosakralterapi
Kraniosakralterapi (KST) är en pseudovetenskaplig, alternativ, manuell behandlingsmetod.
Kraniosakralterapeuter påstår sig kunna behandla och lindra bland annat psykisk stress, nack- och ryggbesvär, migrän och kronisk smärttillstånd såsom fibromyalgi.
En stor genomgång av medicinsk forskning har kommit fram till att det inte finns några bevis för att terapin har någon effekt.
En kraniosakralbehandling innebär att terapeuten placerar sina händer på klienten, vilket ger dem möjlighet att "känna in" de kraniosakrala rörelserna. Dessa rörelser orsakas av den fysiska/fysiologiska mekaniken som omfattar skallen med dess fogleder, korsbenet och dess förhållande till höftbenen, ryggkotorna, hjärnhinnorna, hjärnan samt ryggmärgen tillsammans med ryggmärgsvätskan och dess cirkulation. Huvudområdena är skallen (kraniet) och korsbenet (latin: os sacrum), därav ordet kraniosakral. 
KST utvecklades 1899 av den amerikanska osteopaten William Garner Sutherland.
Almerias Universitet i Spanien  publicerade år 2011 ett forskningsresultat som visar ett positivt effekt av kraniosakralterapi på fibromyalgisymptom. År 2013 publicerades Sahlgrenska Universitetssjukhusets forskningsresultat angående kraniosakralterapins effekt vid bäckensmärta hos gravida kvinnor - effekterna var små och kliniskt tveksamma.
I USA och England har ett fåtal studier, av varierande kvalitet, visat att denna terapiform kan ha viss effekt på en persons fysiska, emotionella och mentala hälsa. I bland annat Schweiz så ingår kraniosakral terapi i sjukvårdsförsäkringen. 

## Fotnoter
1. ↑  Ernst, E. (2012). "Craniosacral therapy: A systematic review of the clinical evidence". Focus on Alternative and Complementary Therapies 17 (4): 197–201. doi:10.1111/j.2042-7166.2012.01174.x
2. ↑  The glymphatic system: http://www.urmc.rochester.edu/news/story/index.cfm?id=3584
3. ↑  KSTF: ”Vad innebär kraniosakralterapi” Arkiverad 23 januari 2012 hämtat från the Wayback Machine.
4. ↑  William T. Jarvis, Ph.D.: ”Some Notes on Cranial Manipulative Therapy”
5. ↑  Universidad de Almeria, 04120 Almeria, Spain: ”Arkiverade kopian”. Arkiverad från originalet den 22 maj 2012. https://web.archive.org/web/20120522202654/http://www.upledger.com/pdf/CST%20and%20Fibromyalgia%20Study%20-%20Full%20Article.pdf. Läst 25 februari 2013. ”A randomized controlled trial investigating the effects of craniosacral therapy on pain and heart rate variability in fibromyalgia patients”
6. ↑  Acta Obstetricia et Gynecologica Scandinavica: http://onlinelibrary.wiley.com/doi/10.1111/aogs.12096/abstract ”Effects of craniosacral therapy as adjunct to standard treatment for pelvic girdle pain in pregnant women”
7. ↑    - Norcross, John C.; Gerald P. Koocher, Ariele Garofalo (2006). ”Discredited psychological treatments and tests: A Delphi poll”. Professional Psychology: Research and Practice;Professional Psychology: Research and Practice 37 (5):  sid. 515–522. doi:10.1037/0735-7028.37.5.515. ISSN 1939-1323(Electronic);0735-7028(Print).
  - Thomas J. Wheeler (February 21, 2006), A SCIENTIFIC LOOK AT ALTERNATIVE MEDICINE, arkiverad från ursprungsadressen  den september 22, 2013, https://web.archive.org/web/20130922072331/http://kcahf.org/content/holistic06.pdf, läst 12 januari 2012 Arkiverad 22 september 2013 hämtat från the Wayback Machine.
  - Bledsoe, Bryan E (Oct 2004). ”The elephant in the room: does OMT have proved benefit?”. The Journal of the American Osteopathic Association 104 (10):  sid. 405-6; author reply 406. PMID 15537794. Arkiverad från originalet den 5 mars 2016. https://web.archive.org/web/20160305125646/http://jaoa.org/content/104/10/405.long. Läst 3 november 2012. Arkiverad 5 mars 2016 hämtat från the Wayback Machine. ”Arkiverade kopian”. Arkiverad från originalet den 5 mars 2016. https://web.archive.org/web/20160305125646/http://www.jaoa.org/content/104/10/405.long. Läst 11 januari 2013.
  - Hartman, SE (8). ”Cranial osteopathy: its fate seems clear.”. Chiropractic & osteopathy 14:  sid. 10. doi:10.1186/1746-1340-14-10. ISSN 1746-1340. PMID 16762070. http://www.ncbi.nlm.nih.gov/pmc/articles/PMC1564028/. Läst 3 november 2012.
  - Atwood, Kimball C (2004-03-26). ”Naturopathy, Pseudoscience, and Medicine: Myths and Fallacies vs Truth”. Medscape General Medicine 6 (1):  sid. 33. ISSN 1531-0132. http://www.ncbi.nlm.nih.gov/pmc/articles/PMC1140750/.
8. ↑  Aronoff, George R., red (1999). Evaluation and Treatment of Chronic Pain (3rd). Lippincott Williams and Wilkins. sid. 571. ISBN 978-0683301496.  ”at best these techniques can be considered quackery”